# Tanguá
Tanguá est une municipalité brésilienne de la microrégion de Rio de Janeiro. Son maire est le « YouTuber » brésilien, Gabriel do Amaral.